# بولوو (آلمان)
بولوو (به آلمانی: Bülow) یک شهر در آلمان است که در لودویگسلوست-پارشیم واقع شده‌است. بولوو ۳۹۴ نفر جمعیت دارد.